# 39e cérémonie des Goyas
La 39e cérémonie des Goyas (ou Premios Goya), organisée par l'Academia de las artes y las ciencias cinematográficas de España, se déroule le 8 février 2025 au Palacio de Congresos de Grenade et récompense les films sortis en 2024.
Les nominations sont annoncées en décembre 2024,,,.
Les films La Infiltrada d'Arantxa Echevarría et El 47 de Marcel Barrena reçoivent la récompense du meilleur film. Le film El 47 de Marcel Barrena est le film le plus récompensé avec six prix : meilleur film, meilleure actrice dans un second rôle pour Clara Segura, meilleur acteur dans un second rôle pour Salva Reina, meilleure direction de production, meilleurs costumes et meilleurs effets visuels,,.

## Palmarès

### Meilleur film
- La Infiltrada d'Arantxa Echevarría
- El 47 de Marcel Barrena
  - La estrella azul de Javier Macipe (es)
  - Casa en flames de Dani de la Orden
  - Le Retour de Saturne (Segundo Premio) de Isaki Lacuesta et Pol Rodríguez

### Meilleur réalisateur
- Isaki Lacuesta et Pol Rodríguez pour Segundo premio
  - Pedro Almodóvar pour La Chambre d'à côté (La habitación de al lado)
  - Arantxa Echevarría pour La Infiltrada
  - Paula Ortiz pour La Vierge rouge (La virgen roja)
  - Jon Garaño et Aitor Arregi (es) pour Marco, l'énigme d'une vie

### Meilleure actrice
- Carolina Yuste pour La Infiltrada
  - Emma Vilarasau pour Casa en flames
  - Julianne Moore pour La Chambre d'à côté (La habitación de al lado)
  - Tilda Swinton pour La Chambre d'à côté (La habitación de al lado)
  - Patricia López Arnaiz pour Los destellos

### Meilleur acteur
- Eduard Fernández pour Marco, l'énigme d'une vie
  - Alberto San Juan pour Casa en flames
  - Alfredo Castro pour Polvo serán
  - Urko Olazabal pour L'Affaire Nevenka (Soy Nevenka)
  - Vito Sanz pour Septembre sans attendre (Volveréis)

### Meilleure actrice dans un second rôle
- Clara Segura pour El 47
  - Macarena García pour Casa en flames
  - María Rodríguez Soto pour Casa en flames
  - Nausicaa Bonnín pour La Infiltrada
  - Aixa Villagrán pour La Vierge rouge (La virgen roja)

### Meilleur acteur dans un second rôle
- Salva Reina pour El 47
  - Enric Auquer (es) pour Casa en flames
  - Óscar de la Fuente pour La casa
  - Luis Tosar pour La Infiltrada
  - Antonio de la Torre pour Los destellos

### Meilleur espoir féminin
- Laura Weissmahr pour Salve Maria
  - Zoe Bonafonte pour El 47
  - Mariela Carabajal pour La estrella azul
  - Marina Guerola pour Los destellos
  - Lucía Veiga pour L'Affaire Nevenka (Soy Nevenka)

### Meilleur espoir masculin
- Pepe Lorente pour La estrella azul
  - Óscar Lasarte pour ¿Es el enemigo? La película de Gila (es)
  - Cuti Carabajal pour La estrella azul
  - Cristalino pour Le Retour de Saturne (Segundo Premio)
  - Daniel Ibáñez pour Le Retour de Saturne (Segundo Premio)

### Meilleur scénario original
- Eduard Sola (es) pour Casa en flames
  - Alberto Marini et Marcel Barrena pour El 47
  - Javier Macipe (es) pour La estrella azul
  - Amèlia Mora (es) et Arantxa Echevarría pour La Infiltrada
  - Jon Garaño, Aitor Arregi (es), Jorge Gil Munarriz et Jose Mari Goenaga pour Marco, l'énigme d'une vie

### Meilleur scénario adapté
- Pedro Almodóvar pour La Chambre d'à côté (La habitación de al lado)
  - Álex Montoya (es) et Joana M. Ortueta pour La casa
  - Pilar Palomero pour Los destellos
  - Mar Coll et Valentina Visopor pour Salve Maria
  - Iciar Bollaín et Isa Campo pour L'Affaire Nevenka (Soy Nevenka)

### Meilleur nouveau réalisateur
- Javier Macipe (es) pour La estrella azul
  - Miguel Faus (es) pour Calladita
  - Pedro Martín-Calero pour Les Maudites (El llanto)
  - Sandra Romero pour Por donde pasa el silencio (es)
  - Paz Vega pour Rita (film) (es)

### Meilleur film documentaire
- La guitarra flamenca de Yerai Cortés
  - Domingo Domingo
  - Marisol, llámame Pepa
  - Mi hermano Ali
  - No estás sola

### Meilleure direction de production
- El 47
  - Casa en flames
  - La Infiltrada
  - La Vierge rouge (La virgen roja)
  - Le Retour de Saturne (Segundo Premio)

### Meilleur montage
- Le Retour de Saturne (Segundo Premio)
  - El 47
  - La estrella azul
  - La Infiltrada
  - Los pequeños amores (es)

### Meilleure musique originale
- La Chambre d'à côté (La habitación de al lado)
  - El 47
  - Dragonkeeper (es)
  - La Infiltrada
  - Verano en diciembre (es)

### Meilleure chanson originale
- La guitarra flamenca de Yerai Cortés (pour la chanson Los Almendros de Yerai Cortés)
  - Buffalo Kids
  - El 47
  - La Vierge rouge (La virgen roja), musique de Maria Arnal[8]
  - Le Retour de Saturne (Segundo Premio)

### Meilleure photographie
- La Chambre d'à côté (La habitación de al lado)
  - El 47
  - La Infiltrada
  - Le Retour de Saturne (Segundo Premio)
  - L'Affaire Nevenka (Soy Nevenka)

### Meilleure direction artistique
- La Vierge rouge (La virgen roja)
  - El 47
  - La Chambre d'à côté (La habitación de al lado)
  - Le Retour de Saturne (Segundo Premio)
  - Septembre sans attendre (Volveréis)

### Meilleurs costumes
- El 47
  - Disco, Ibiza, Locomía (es)
  - La Chambre d'à côté (La habitación de al lado)
  - La Vierge rouge (La virgen roja)
  - Le Retour de Saturne (Segundo Premio)

### Meilleurs maquillages et coiffures
- Marco, l'énigme d'une vie
  - El 47
  - La Chambre d'à côté (La habitación de al lado)
  - La Infiltrada
  - La Vierge rouge (La virgen roja)

### Meilleur son
- Le Retour de Saturne (Segundo Premio)
  - La estrella azul
  - La Chambre d'à côté (La habitación de al lado)
  - La Infiltrada
  - La Vierge rouge (La virgen roja)

### Meilleurs effets visuels
- El 47
  - Dragonkeeper (es)
  - La Infiltrada
  - La Vierge rouge (La virgen roja)
  - Marco, l'énigme d'une vie

### Meilleur film d'animation
- Papillons noirs (Mariposas negras)
  - Buffalo Kids
  - Dragonkeeper (es)
  - Rock Bottom
  - Superklaus (es)

### Meilleur court métrage de fiction
- La gran obra
  - Betiko gaua (La noche eterna)
  - Cuarentena
  - El trono
  - Mamántula

### Meilleur court métrage d'animation
- Cafuné
  - El cambio de rueda
  - La mujer ilustrada
  - Lola, Lolita, Lolaza
  - Wan

### Meilleur court métrage documentaire
- Semillas de Kivu
  - Ciao Bambina
  - Els buits
  - Las novias del sur
  - Los 30 no son los nuevos 20

### Meilleur film ibéroaméricain
- Je suis toujours là (Ainda Estou Aqui) de Walter Salles
  - Agárrame fuerte de Ana Guevara et Leticia Jorge
  - El jockey de Luis Ortega
  - El lugar de la otra (es) de Maite Alberdi
  - Mémoires d'un corps brûlant (Memorias de un cuerpo que arde) de Antonella Sudasassi Furnis (es)

### Meilleur film européen
- Emilia Pérez de Jacques Audiard
  - Le Comte de Monte-Cristo de Alexandre de La Patellière et Matthieu Delaporte
  - Flow de Gints Zilbalodis
  - La Chimère (La chimera) de Alice Rohrwacher
  - La Zone d'intérêt (The Zone of Interest) de Jonathan Glazer

### Prix Goya d'honneur
- Aitana Sánchez-Gijón

### Prix Goya international
- Richard Gere

## Statistiques

### Nominations multiples
14 : El 47
13 : La Infiltrada
11 : Le Retour de Saturne (Segundo Premio)
10 : La Chambre d'à côté (La habitación de al lado)
9 : La Vierge rouge (La virgen roja)
8 : La estrella azul, Casa en flames
5 : Marco, l'énigme d'une vie
4 : Los destellos, L'Affaire Nevenka (Soy Nevenka)
3 : Dragonkeeper (es)